# Hafendorf (Gemeinde Kapfenberg)
Hafendorf ist eine Katastralgemeinde (ca. 467 ha) von Kapfenberg mit einer Wohnbevölkerung von 6004 Einwohnern (Stand 1. Jänner 2024).